# Gonomyia (Gonomyia) gilvipennis
Gonomyia (Gonomyia) gilvipennis is een tweevleugelige uit de familie steltmuggen (Limoniidae). De soort komt voor in het Palearctisch gebied.